# HMS Hereward (H93)
L'HMS Hereward, que porta el nom d'Hereward el Proscrit, va ser un destructor de classe H construït per a la Royal Navy a mitjans de la dècada de 1930. Abans va ser assignat a la flota mediterrània i el vaixell va passar quatre mesos durant la Guerra Civil espanyola a mitjans de 1937 en aigües espanyoles, fent complir el bloqueig d'armes imposat per Gran Bretanya i França a ambdós bàndols del conflicte. Quan va començar la Segona Guerra Mundial el setembre de 1939, el vaixell es trobava a la Mediterrània, però aviat va ser traslladat a l'Atlàntic Sud per caçar els atacants del comerç alemany i els corredors de bloqueig, capturant un d'aquests últims al novembre. El Hereward va ser transferit a la Home Fleet el maig de 1940 i va rescatar la reina Guillermina dels Països Baixos després que els alemanys haguessin envaït el país.
El vaixell va ser traslladat de nou a la flota mediterrània més tard aquell mes, i va escortar combois a Malta, així com els vaixells més grans de la flota. Va enfonsar un submarí italià al desembre abans d'enfonsar el torpediner italià Vega el mes següent. El Hereward va participar en la batalla del cap Matapan el març de 1941 i va ajudar a evacuar les tropes aliades de Grècia a l'abril. Al maig el vaixell va enfonsar diversos vaixells petits d'un comboi alemany que intentaven desembarcar tropes a Creta. Més tard aquell mes, va ser bombardejat i enfonsat per bombarders en picat alemanys mentre evacuava les tropes aliades de Creta. Els seus supervivents i una sèrie d'evacuats van ser rescatats per vaixells italians i es van convertir en presoners de guerra.

## Descripció
El Hereward desplaçava 1.350 tones llargues (1.370 t) amb càrrega estàndard i 1.883 tones llargues (1.913 t) amb càrrega profunda. El vaixell tenia una eslora total de 323 peus (98,5 m), una mànega de 33 peus (10,1 m) i un calat de 12 peus i 5 polzades (3,8 m). Era accionat per turbines de vapor Parsons, accionant dos eixos, que desenvolupaven un total de 34.000 cavalls de potència (25.000 kW) i donaven una velocitat màxima de 36 nusos (67 km/h; 41 mph). El vapor per a les turbines era proporcionat per tres calderes de tubs d'aigua de 3 tambors de l'Almirallat . El Hereward transportava un màxim de 470 tones llargues (480 t) de fuel-oil que li donaven una autonomia de 5.530 milles nàutiques (10.240 km; 6.360 milles) a 15 nusos (28 km/h; 17 mph). El complement del vaixell era de 137 oficials i homes en temps de pau, però això va augmentar a 146 en temps de guerra.
El vaixell portava quatre canons Mk IX de calibre 45 de 4,7 polzades (120 mm) en muntatges individuals. Per a la defensa antiaèria (AA), el Hereward tenia dues muntures Mark I quàdruples per a metralladores Vickers Mk III de 0,5 polzades. Estava equipat amb dos muntatges de tub de torpedes quàdruples sobre l'aigua per a torpedes de 21 polzades. Es van instal·lar un carril de càrregues de profunditat i dos llançadors; originalment portava 20 càrregues de profunditat, però va augmentar fins a 35 poc després que comencés la guerra. A partir de mitjans de 1940, l'armament antiaeri del vaixell es va incrementar, encara que no se sap exactament quan es van fer les modificacions. El conjunt posterior de tubs de torpede va ser substituït per un canó AA de 12 lliures.

## Servei
Se li va col·locar la quilla a la drassana de High Walker de Vickers Armstrong a Newcastle-on-Tyne el 28 de febrer de 1935, avarat el 10 de març de 1936 i completat el 9 de desembre de 1936. Excloent l'equipament moblat pel govern com l'armament, el vaixell va costar £249,591. Va provar el muntatge de dos canons destinats a ser utilitzats en els destructors de classe Tribal el gener-març de 1937 a Gibraltar. Es va retirar al final de les proves i els seus dos canons davanters van ser substituïts immediatament després. Aleshores, el vaixell va ser assignat a la 2a Flotilla de Destructors de la Flota Mediterrània i va començar a patrullar les aigües espanyoles a la Mediterrània fent complir l'Acord de No Intervenció durant la Guerra Civil Espanyola. El Hereward es va instal·lar a Malta del 30 de setembre al 30 d'octubre de 1937 i de nou un any més tard, aquesta vegada a Portsmouth Dockyard al juny-juliol de 1939 i després va tornar al Mediterrani.
El Hereward va ser traslladat a Freetown per caçar els atacs corsaris alemanys a l'Atlàntic Sud amb la Força K a l'octubre. El vaixell i els seus germans, Hardy, Hasty i Hostile, es van trobar amb el creuer de batalla Renown, el portaavions Ark Royal i el creuer lleuger Neptune el 17 de desembre. Van repostar a Rio de Janeiro abans de dirigir-se a l'estuari del riu de la Plata per si el cuirassat de butxaca alemany Admiral Graf Spee intentava escapar de Montevideo on s'havia refugiat després de perdre la batalla del Riu de la Plata. El Hereward va capturar el corredor de bloqueig alemany Uhenfels el 5 de novembre. El vaixell va tenir la seva base a Trinidad del 20 de novembre al 23 de gener de 1940 i va bloquejar el vaixell mercant alemany Arauca a Port Everglades, Florida, mentre estava allà. Va escortar el cuirassat Valiant fins a Halifax, però va patir danys meteorològics en el camí que van requerir tres setmanes per a les reparacions. El Hereward va escortar el creuer lleuger Orion al Regne Unit, ja que aquest últim portava a casa les cendres de John Buchan, governador general del Canadà. Va requerir més reparacions a Portsmouth en arribar i es va perdre les batalles de Narvik a l'abril.
Hereward va escortar vaixells a Scheveningen, Països Baixos l'11 de maig per evacuar els ciutadans britànics després que els alemanys iniciessin la invasió  el dia anterior. Va evacuar la reina Guillermina i la seva família dels Països Baixos el 13 de maig, i va ser traslladat a la flota mediterrània uns dies després. El vaixell va arribar a Alexandria el 24 de maig i va començar a escortar combois i vaixells més grans de la flota. Va participar en la batalla de Calàbria el juliol de 1940, on va ser rebre l'impacte de les estelles d'un accident del cuirassat italià Giulio Cesare. El vaixell va escortar un comboi durant l'operació Collar i després va disparar contra els italians en retirada a Cirenaica després de la batalla de Sidi Barrani. Juntament amb el seu germà Hyperion, va enfonsar el submarí italià Naiade el 13 de desembre. El Hereward va escortar els cuirassats de la Flota Mediterrània mentre bombardejaven Valona el 19 de desembre i després sortia cap a l'Atlàntic Nord quan el Convoy WS-5A va informar que havia estat atacat pel creuer alemany Admiral Hipper el 25 de desembre. Va escortar tres dels vaixells del comboi fins a Gibraltar el 29 de desembre.
El vaixell va participar en l'operació Excés a principis de gener de 1941 i va enfonsar la torpedinera italiana Vega el 10 de gener amb un torpede a l'estret de Sicília. Juntament amb el destructor Decoy i la canonera Ladybird, el Hereward va desembarcar comandos a l'illa de Kastelorizo com a part de l'operació Abstenció, però es van veure aclaparats per un contraatac italià. Només uns quants supervivents van ser retirats dos dies després. El vaixell va participar en la batalla del cap Matapan a principis de març de 1941 i en l'evacuació de Grècia l'abril de 1941. El Hereward, el seu vaixell germà Hero, el destructor Defender i el creuer Phoebe van rescatar tota la tripulació i els 2.600 soldats del vaixell de tropes holandès Costa Rica el 27 d'abril. Va enfonsar una sèrie de vaixells de pesca que transportaven tropes alemanyes a Creta el 21 de maig, i va ajudar a evacuar la guarnició aliada d'Iràklion el 29 de maig portant 450 tropes a bord. Més tard aquell dia va ser atacada pels bombarders en picat alemanys Junkers Ju 87 "Stuka" i va rebre l'imacte d'una bomba just davant del seu embut de proa. Va girar cap a la costa propera de Creta, però va ser enfonsat per més atacs aeris davant del Cap Sideros. La bomba que va enfonsar el vaixell va ser llançada per un Ju 87 pertanyent a III./Sturzkampfgeschwader 2. Quatre oficials i 72 tripulants van morir, però els 89 supervivents, juntament amb la majoria dels evacuats, van ser rescatats i fets presoners pels torpediners italians del MAS i el destructor Francesco Crispi